# Monarda clinopodioides
Monarda clinopodioides är en kransblommig växtart som beskrevs av Asa Gray. Monarda clinopodioides ingår i släktet temyntor, och familjen kransblommiga växter. Inga underarter finns listade i Catalogue of Life.